# 5553 Chodas
5553 Chodas este un asteroid din centura principală de asteroizi.

## Descriere
5553 Chodas este un asteroid din centura principală de asteroizi. A fost descoperit pe 6 februarie 1984 la Stația Anderson Mesa de Edward L. G. Bowell. Asteroidul prezintă o orbită caracterizată de o semiaxă mare de 2,73 ua, o excentricitate de 0,21 și o înclinație de 9,8° în raport cu ecliptica.